# 华语电视台列表
华语电视台列表列举全世界以华语（国语、粤语、台语等）广播的电视台（包含无线、有线、卫星等訊號傳送方式）。

## 中国大陆
由于中国大陆的电视台过多（几乎每个市县都有电视台），所以这里仅仅列举国家级、省级和个别有名的市级电视台，且不列举频道。
- 中央广播电视总台
- 中国教育电视台
- 北京广播电视台
- 天津广播电视台
- 河北广播电视台
- 山西广播电视台
- 內蒙古廣播電視台
- 辽宁广播电视台
- 吉林广播电视台
- 黑龙江广播电视台
- 上海广播电视台
- 江苏省广播电视总台
- 浙江廣播電視集團
- 安徽广播电视台
- 福建省廣播影視集團
- 廈門廣播電視集團
- 江西廣播電視台
- 山东广播电视台
- 河南廣播電視台
- 湖北广播电视台
- 湖南广播电视台
- 广东广播电视台
- 广州广播电视台
- 深圳廣播電影電視集團
- 广西广播电视台
- 海南广播电视总台
- 重庆广播电视集团
- 四川广播电视台
- 貴州廣播電視台
- 雲南廣播電視台
- 西藏廣播電視台
- 陕西广播电视台
- 甘肅省廣播電視總台
- 寧夏廣播電視台
- 青海廣播電視台
- 新疆廣播電視台
- 兵团广播电视台
- 新华社电视
- 中国电影频道（CHC家庭影院、CHC动作电影、CHC影迷电影）
- 中央新影集團
- 中国气象频道（中国气象局）
- 中国交通频道（各地版本不同）
- 百姓健康（中国卫生部）

## 香港
免费电视台
- 無綫電視
  - 翡翠台
  - TVB Plus（J2和無綫財經 體育 資訊台【原高清翡翠台、J5、無綫財經台、無綫財經·資訊台】合并）
  - 無綫新聞台（原互动新闻台、互动资讯台）
  - 明珠台
- 香港电台
  - 港台電視31
  - 港台電視32
  - 港台電視33（中国中央电视台综合频道 (港澳版)）
  - 港台電視34（中國環球電視網紀錄頻道）
  - 港台電視35（中國環球電視網主頻道）
  - 港台電視36（已停播）
- 有線寬頻開電視 （原奇妙電視，有线宽频子公司）
  - HOY 77（HOY TV，原奇妙77台、奇妙電視中文台、香港開電視）
  - HOY 76（HOY國際財經台，原奇妙76台、奇妙電視英文台、香港國際財經台）
  - HOY 78（HOY資訊台，原奇妙78台）
- 香港電視娛樂（now TV子公司）
  - ViuTV
  - ViuTVsix
- 亞洲電視（原麗的電視，免费广播服务已结业）
  - 本港台（已停播）
  - 國際台（已停播）
  - 亞洲台（原亞洲高清台，由新闻财经频道、动感资讯频道、魅力资讯频道、文化资讯频道、ATV高清频道整合而成，已停播）
  - 歲月留聲（已停播）
- 佳藝電視（已结业）

收费电视台
- 香港有線電視（已结业）
  - 有线综合娱乐台（有线第1台【原有线A台】、有线娱乐台【原有线奇宝台、有线hd212】、有线剧集台【原有线奇妙台】合并，已停播）
  - 有线新闻台（已停播）
  - 有线财经资讯台（已停播）
  - 有线直播新闻台（已停播）
  - 有线重点新闻台（已停播）
  - 有线娱乐新闻台（已停播）
  - 有线电影台（原有线电影一台、有线hd241、有线经典电影台【原有线电影二台】、有线好莱坞电影频道HMC【原有线电影三台、有线hd243】合并，已停播）
  - 有线私人影院Cine P（原有线hd245，已停播）
  - 有线体育台（原有线hd202，已停播）
  - 有线hd204（已停播）
  - 有线hd205（已停播）
  - 有线hd603（原有线hd203，已停播）
  - 有线Sports Plus1/2/3台（有线球彩台、有线Sports Plus【原有线英超台、有线63台】、有线体育2台【原有线足球台、有线hd201】合并，已停播）
  - 有线18台（有线电视频道已停播，转型为网络电视有线18宝）
  - 越洋转播赛事（有线18宝中的频道）
  - 有线赔率台（已停播）
  - 有线儿童台（已停播）
  - 有线新知台（原进修台，已停播）
  - 有线赛马1台/2台（有线电视频道已停播，赛马1台转型为网络电视有线18宝中的频道）
  - 有线天气台（已停播）
  - 有线预告台（已停播）
  - 有线YMC台（已停播）
  - 有线壹级台（已停播）
  - 有线自选台（已停播）
  - 有线28台（已停播）
  - 有线寰宇台（已停播）
  - 澳门博览台（已停播）
- now TV
  - now International（卫星版）
  - now香港台（前预告频道，已停播）
  - now101台（已停播）
  - Viu 频道（原now观星台、now剧集台）
  - now华剧台（原now海润剧集台）
  - now影视点播站（原电影预告频道）
  - MOViE
  - nowJelli紫金国际台（原now芒果台）
  - now爆谷台
  - now爆谷星影台
  - now直播台
  - now新闻台
  - now财经台
  - now报价台
  - 智叻乐园
  - MOOV演唱会+MV台
  - 熊貓TV（原熊貓台）
  - now sports1/2/3/4/5/6/7/641/prime/plus/4k 1/4K 2/4K 3等（8、9、HD、HD+、680，已停播）
  - now sports英超1/2/3/4/5/6/7（8/9/10，已停播）
  - 幸运88台（已停播）
  - now668
  - now golf2/3台（1，已停播）
  - 交通频道（已停播）
  - 天气频道（已停播）
  - 航班资讯（已停播）
  - now Game（已停播）
  - now Shop（已停播）
  - 频道列表（已停播）
  - snaap!（已停播）
  - YP互动频道502（已停播）
  - 视察易（已停播）
  - 24小时亞視新聞台（屬於亞洲電視，已停播）
- myTV SUPER
  - SUPER FREE
  - MyTV SUPER 1台（已停播）
  - MyTV SUPER 18台
  - TVB功夫台（限TVB Anywhere）
  - TVB8（已停播）
  - TVB星河（限TVB Anywhere）
  - 千禧经典台（原TVB经典台）
  - 黄金翡翠台
  - 华语剧台（原TVB煲剧3台）
  - 娱乐新闻台
  - 亚洲综艺台（原TVB Window、TVB综艺台、TVB旅遊台、TVB综艺旅游台合并至此，已停播）
  - 为食台（已停播）
  - TVB Radio（已停播）
  - TVB Live Shows（限TVB Anywhere）
  - TVB生活台（限TVB Anywhere）
  - 戏曲台
  - 粤语片台
  - 神州新闻台（於2月28日停播）
  - 无线翡翠台
  - 星级剧集台（已停播）
  - 星级生活台（原TVB生活台，已停播）
  - TVB通识台（已停播）
  - TVB新闻台（已停播）
  - TVB直播新闻台（原TVB新闻2台已停播）
  - 亚洲剧台 （原TVB日剧台【TVB剧集台、TVB煲剧1台】、TVB韩剧台【TVB精选台、TVB煲剧2台】）
  - 黄金华剧台
  - 精选亚洲剧台（原TVB煲剧台、TVB煲剧4台，已停播）
  - 翡翠即日重温（已停播）
  - 普通话翡翠台（已停播）
  - 88赛马频道（已停播）
  - 28AI智慧賽馬
  - SUPER Kids Channel（原tvbQ、TVB儿童台、Hands Up Channel）
- 無綫網絡電視（原無綫收費電視，已结业）
  - TVB音乐台
  - TVB电影台
  - TVB Good Show台（原TVB生活台）
  - TVB資訊台（只限now TV獨家，已停播）
  - TVB生活2台（只限無綫網絡電視，原無綫收費電視獨家，已停播）
  - Super998（只限無綫網絡電視，原無綫收費電視獨家，已停播）
- 香港寬頻bbTV（已结业）
  - 香港新聞台（已停播）
- 健康生活台（已停播）
- 優質生活台（已停播）
- 道通天地（已停播）
- 创世电视

網絡電視台
- 美亚电视
  - 美亚电影台（分为香港版和台湾版）
  - 美亚电视剧台（已停播）
  - 美亚综合台（C+ 频道，原UOne频道取代）
- 亞洲電視數碼媒體
  - A1台（已停播）
  - 经典台（已停播）
  - 煮场（已停播）
  - 香港追击搜（已停播）
  - 本港台（网络版，已停播）
- UTV环球电视台
- HKTV香港电视（已停播）
- 東網新聞台（已停播）
- MBO TV（新城网络电视）
- 面包台
- 耀才財經台
- 策略王電視
- 香港制造网络电视

衛星電視台
- 鳳凰衛視
  - 凤凰卫视中文台
  - 凤凰卫视资讯台
  - 凤凰卫视香港台（亦于免费电视台播放）
  - 凤凰卫视电影台
- 天映频道
  - 天映经典
  - 天映频道HD
  - 天映频道亚洲版
  - 天映频道中国版（已停播）
  - CM+（原CHK香港台）
  - KIX
  - 妙米频道
  - THRILL
  - Pop C
- 阳光卫视
- 香港卫视
  - 香港卫视综合台
  - 香港卫视精品台（已停播）
  - 香港卫视综艺台
  - 香港卫视文旅台
  - 香港卫视财经台
  - 香港卫视时尚台
  - 香港卫视国际台
- 星空传媒
  - 星空卫视
  - Channel V
  - 星空国际
- MTV中國台（已停播）
- 亚太传媒
  - 亞太第一衛視
  - OneTV綜合頻道（原亚太探索发现）
- 香港环球卫视
- 健康衛視（已停播）
- 香港國際衛視（已停播）
- 華娛衛視（已停播）
- 亚洲视讯卫视（原为亞洲聯合衛視，已停播）
- 中國汽車衛視（已停播）
- 點心衛視（已停播）
- 中華衛視（已停播）
- 亚洲文旅卫视（已停播）
- 香港丝路国际卫视（已停播）
- 亚太卫视&亚太卫视治要频道（已停播）
- 红星卫视（已停播）
- 潮声卫视（曾改名为潮商卫视、TCB潮视、C Plus TV潮卫视，已停播）
- 亚洲卫视一台、亚洲卫视二台（亚洲电视的卫星频道，仅试播几天后消失）
- 资讯卫视（已停播）
- 百科卫视（已停播）
- 华族卫视（已停播）
- 时代卫视港澳传媒（已停播）
- 东北亚卫视（已停播）
- 中国女性卫视（已停播）
- 中国中文卫视（已停播）
- 中国旅游与经济台（已停播）
- 寰宇娱乐电视（已停播）

## 澳門
- 澳廣視
  - 澳视澳门
  - 澳门资讯（原澳视生活）
  - 澳视葡文
  - 澳门体育（原澳视体育）
  - 澳门综艺（原澳视高清）
  - 澳门-MACAU（卫星频道）
- 澳門有線电视（付费电视台）
  - 有线第一频道
  - 有线互动新闻台
  - 有线高清频道
  - 有线资讯体育台
  - 有线球迷台
  - 有线球王台
- 澳亞衛視
  - 澳亚卫视中文台
  - 澳门卫视
  - 功夫衛視（已停播）
- 澳门莲花衛視
- 濠江衛視（已停播）
- 中童卫视（已停播）
- 中华卫视（已停播）
- 東亞衛視（已停播）
- 中博衛視（已停播）
- 五星衛視（已停播）
- 新天卫视（已停播）
- 孔子卫视（已停播）
- 五星卫视（已停播）
- 中博卫视（已停播）
- 新衛視卡通台（已停播）
- CBN卫星台（已停播）
- 澳卫旅游台（已停播）

## 臺灣
無綫電視台
- 臺灣電視公司
  - 台視
  - 台視新聞台（原台视HD台）
  - 台視財經台
  - 台視綜合台（原健康娱乐台）
  - 台视家庭台（已停播）
  - 台视国际台（已停播）
- 中國電視公司
  - 中視
  - 中視新聞台
  - 中視經典台（原中视生活台、中视综艺台）
  - 中視菁采台（原中视HD台）
- 中華電視公司
  - 華視
  - 華視教育體育文化台（原华视超高频教学频道、华视教学台、华视IQ教育文化频道、华视教育文化频道、华视教育文化台）
  - 華視新聞資訊台（原优新闻体育频道、华视EQ休闲台、华视休闲频道）
  - 國會頻道1台（原华视HD台、华视综合娱乐台）
  - 國會頻道2台（原华视HD台、华视综合娱乐台）
- 民間全民電視公司
  - 民視
  - 民視第一台（原台湾交通电视台）
  - 民視新聞台
  - 民視台灣台（原民视HD台、民视四季台）
  - 民視綜藝台（網絡頻道）
  - 民視旅遊台（網絡頻道）
  - 民視影劇台（網絡頻道）
- 公共電視
  - 公視
  - 公視台語台（原Dimo TV、公视2台）
  - 小公視（原HiHD、公视HD台、公视3台）
  - TaiwanPlus
  - 公視戲劇台（網絡頻道）
- 客家電視
- 原住民族電視台

衛星電視台
宗教、成人、国际频道台湾版、地方电视台除外。
- 迪士尼亚太
  - 卫视中文台（已停播）
  - 卫视电影台（已停播）
  - 星卫HD电影台（已停播）
  - 星卫娱乐台（已停播）
  - 卫视合家欢台（原FOX娱乐台台湾版、Channel V娱乐台台湾版，已停播）
  - 卫视卡式台（已停播）
  - FOX体育台1/2/3台（已停播）
  - 国家地理频道台湾版（已停播）

有線電視台
- TVBS
  - TVBS(主頻)（原无线电视台）
  - TVBS新聞台（原TVBS超级新闻网、TVBS-N新闻台）
  - TVBS歡樂台（原TVBS-G 黄金娱乐台）
  - TVBS-ASIA
  - TVBS精采台（原TVB8 (台湾版)）
- 非凡電視
  - 非凡新聞台（原非凡二台）
  - 非凡商業台（原非凡一台）
- 東森電視
  - 東森綜合台（原力霸友联U2综合台、UTV综合台）
  - 東森新聞台
  - 東森財經新聞台（原力霸友联U3频道、东森财经新闻台、东森新闻S台、ETtoday财经生活台）
  - 東森電影台（原力霸友联U1电影台、UTV电影台、东视电影台）
  - 東森戲劇台（原东森Young TV、ET Jacky）
  - 東森幼幼台（原东森卡通台）
  - 東森洋片台（原中都电影台）
  - 東森亞洲衛視
  - 東森亞洲新聞台
  - 東森亞洲幼幼台
  - 東森超視（原超级电视台、超视）
  - 超視育樂台（已停播）
  - ETtoday綜合台
  - 東森購物1/2/3/4/5台
- 中天電視
  - 中天新聞台（原傳訊電視中天頻道，由衛星和有線電視下架從而轉爲網路頻道）
  - 中天綜合台（原劲报电视台、中天资讯台）
  - 中天娛樂台（原木乔心动频道、HER TV、中视二台、中视卫星）
  - 中天亞洲台
- UDN TV（已停播，转为网络频道）
- 三立電視
  - 三立台灣台（原三立频道、博视三立台、博视三立台、三立综艺、三立1台）
  - 三立都會台（原三立2台、三立CITY都会台）
  - 三立新聞台（原SET電視台，後改為SETN）
  - 三立國際台
  - 三立iNEWS（原三立财经台）
  - 三立戲劇台（原三立3台）
  - 三立綜合台（原創意TV）
  - MTV綜合台
- 八大電視
  - 八大第一台（原飞梭卫星综艺台、飞梭卫视、GTV27、八大综艺台）
  - 八大綜合台（原飞梭休闲台、GTV28）
  - 八大戲劇台（原八大剧TV）
  - 八大優頻道（原八大HD戏剧台）
  - 八大娛樂台（原太阳卫视、八大娱乐K台）
  - 八大綜藝台（網絡頻道）
- 緯來電視
  - 緯來日本台
  - 緯來體育台
  - 緯來綜合台（原纬来电视 ON TV）
  - 緯來育樂台（原纬来洋片台）
  - 緯來戲劇台（原大地频道、大地电视台）
  - 緯來電影台（原飞梭国片台、联登电影台）
  - 緯來精采台（原纬来HD台）
- 年代電視&壹電視
  - 年代綜合台（原新朝日衛星電視台、超級X台、東森娛樂台、E娛樂台，已停播）
  - 年代新聞台 (原GOGO TV、年代生活產經台)
  - 年代MUCH台（原欢乐无线台、TVIS、ERA SPORTS 年代体育台、MUCH TV）
  - 東風衛視
  - 年代國際台
  - JET綜合台（原JET日本台）
  - 壹電視綜合台
  - 壹電視新聞台
  - 壹電視電影台
  - 壹電視財經台（已停播）
- 镜电视新闻台
- 好萊塢電影台
- 高點電視
  - 高點綜合台
  - 高點育樂台
- MOMOTV
  - MOMO購物1台
  - MOMO購物2台
  - MOMO購物3台 （已停播）
  - MOMO親子台（緯來兒童台合并至此）
  - MOMO綜合台（原台灣HD綜合台，或Win綜合台）
  - MOMO追劇台（原台灣HD戲劇台，或Win戲劇台，已停播）
  - 台灣HD兒童台（Win兒童台，已停播）
- 國興衛視
- 亞洲衛星電視
  - 寰宇新聞台
  - 寰宇新聞台灣台（原寰宇新聞二台）
  - 寰宇財經台（原華人商業台）
  - 寰宇綜合台
  - 亞洲旅游台
  - 美食星球頻道
  - Medici-Arts
  - SMART知識台
  - 台灣戲劇台（原華人戲劇台）
  - 華衛音樂台（原華人音樂台，已停播）
  - 華衛旅游台（原華人旅游台，已停播）
  - 華衛新聞台（原華人新聞台，已停播）
- 博斯體育
  - 博斯運動一台
  - 博斯運動二台
  - 博斯高球一台
  - 博斯高球二台
- 龍華電視
  - 龍華動畫
  - 龍華戲劇
  - 龍華偶像
  - 龍華電影
  - 龍華影劇
  - 龍華洋片
  - 龍華經典
- 靖天電視
  - 靖洋卡通台Nice Bingo
  - 靖天卡通台
  - Nice TV靖天欢乐台
  - 靖天资讯台
  - 靖天综合台
  - 靖天日本台
  - 靖天戏剧台
  - 靖洋戏剧台
  - 靖天映画
  - 靖天电影台
  - 靖天国际台
  - 靖天育乐台
  - 靖天購物一台
- 愛爾達電視
  - 爱尔达体育1台（前爱尔达体育台）
  - 爱尔达体育2台（前爱尔达育乐台）
  - 爱尔达体育3台（前爱尔达足球台）
  - 爱尔达体育4台
  - 爱尔达综合台
  - 爱尔达影剧台
  - 爱尔达娱乐台 （網絡頻道）
- ELTV生活英语台
- 萬達超媒體電視
  - EYE TV 戏剧台
  - EYE TV 旅游台
- ViVa TV
  - VIVA TV 1台
  - 美好2台
- 群英社
  - MY 101综合台（已停播）
  - MY KIDS TV （已停播）
- 木棉花国际
  - i-Fun爱放动漫台
  - i-Fun爱放动漫2台（已停播）
  - i-Fun爱放动漫3台（已停播）
- 曼迪日本台
- SBN全球财经网频道
- 中華財經台（已停播）
- 运通财经台
- 赢家财经台（原財訊財經台，已停播）
- 恒生财经台（已停播）
- 台數科
  - 冠軍電視台
  - 冠軍夢想台
  - 中台灣生活
  - A one体育台
- 影迷數位
  - 影迷数位电影台
  - 影迷数位纪实台
- 视纳华仁纪实台
- 采昌影剧台
- Catch Play电影台
- 好莱坞电影台
- 華藝娛樂
  - 华艺影剧台
  - 华艺台湾台
  - 华艺MBC综合台
- 智林体育台
- 滚动力 rollor
- 幸福空间居家台
- Z頻道
- 狼谷竞技台（已停播）
- 人間衛視
- 大愛衛星電視
  - 大愛一台
  - 大愛二台
  - 大爱海外台（已停播）
- 好消息衛星電視台
  - 好消息一台
  - 好消息二台
- 新唐人亚太台
- 环球电视&真相电视（已結業）
- 宏觀衛視（已停播）
- 霹靂台灣台 ( 原霹靂衛星電視台 )
- LS TIME電影台 ( 原龍祥電影台 )

## 新加坡
- 新传媒（在此仅列出中文频道）
  - 新传媒U频道
  - 新传媒8频道
- 星和视界
  - HUB娱家戏剧台
  - HUB都会台
  - HUB如意台
- 新加坡电信
  - 佳乐台
  - e乐
  - 剧乐酷
  - FUN娱乐频道（已停播）
  - CBO戏剧频道（已停播）
  - 美食健康频道（已停播）
  - 熊猫少儿频道（已停播）

## 马来西亚
- 马来西亚广播电视台
  - TV2 (少量华语)
  - RTM新闻频道 (少量华语)
- TV5影視台
- 马新社电视(少量华语)
- 首要媒体
  - 八度空间
  - ntv7（中文节目已停播）
- 嘉丽台（已停播）
- Astro集团
  - Astro华丽台:粤语（已停播）
  - Astro QJ:华语
  - Astro喜悦HD:各种语言（已停播）
  - Astro AEC:华语
  - Astro欢喜台:闽南语
  - Astro AOD:粤语，华语(双声)
  - Astro双星:华语（已停播）
  - Astro小太阳:华语（已停播）
  - Astro爱奇艺HD:华语
- 香港广播国际电视台
  - TVB翡翠台 (马来西亚版) Astro频道310(高清)
  - 千禧经典台 (马来西亚版)Astro频道305(高清)
  - TVB星河 (与香港同步播出_慢3分钟)Astro频道319(高清)
  - TVB Magic（已停播）

## 泰國
- 泰國中央中文電視臺
- 泰华卫视（泰国国际中文电台）
- 東盟衛視
- 世界一带一路电视台

## 印度尼西亞
- 美都电视
- 大爱印尼台
- 红钻卫视
- 白钻卫视

## 印度
- Angel TV Chinese

## 越南
- VTV4（部分节目）
- 越南国防频道QPVN（部分节目）
- VTC11
- 海防广播电视台（部分节目）
- 同奈广播电视台（部分节目）
- 太原广播电视台 TN（部分节目）
- 平阳广播电视台 BTV（部分节目）
- 无上师电视台（部分节目）

## 菲律賓
- 菲中新闻台
- 亚洲状元台（已停播）

## 緬甸
- 果敢特区电视台
- 佤邦电视台
- 勐腊电视台
- 掸邦电视台
- 老街电视台

## 
- 中華TV
- CGNTV中文台
- TVB Korea（已停播）

## 日本
- NHK华语视界（网络频道，已停播）
- CCTV大富
- TVB大富（已停播）
- 鳳凰衛視大富台

## 阿联酋
- 中阿卫视
- 中阿商务卫视
- 华泰卫视
- 和平卫视中文台

## 俄羅斯
- 喀秋莎
- 金砖国家电视台（部分节目）

## 美国
- TVB（USA）
  - TVB1
  - TVB2（已停播）
  - TVBe
  - TVB HD
  - TVB DRAMA
  - TVB J1
  - TVB Pearl（英语，已停播）
  - 無綫新聞台
  - TVB Chinese（已停播）
  - TVB Vietnam（越南语）
- now International
- 東森電視（北美版）
  - 東森衛視台
  - 東森超級美東台
  - 東森美洲新聞台
  - 東森美洲幼幼台
  - 東森美洲戲劇台
  - 東森中國台
  - 東森財經台
  - 超视美洲62.6无线台
- 中天美洲台
- 中旺電視
- 三立美洲
- 台视美洲
- 华视美洲
- 民视美洲
- AWTV美西电视台
- 中国电视（中视海外版）
- 纬来综合
- 大爱海外台
- 创世电视（美国版）
- 天下衛視
- 美國中文電視（已停播）
- 亚美卫视
- 旧金山有线电视
- 洛杉矶有线电视
- 宏星衛視
- 華語電視
- 泰盛衛視
- 泰盛娛樂台
- 好莱坞中文卫视
- 鳳凰衛視美洲台
- 洛城18台
- KTSF
- 汉天卫视
- 龙鹰卫视
- 華夏衛視
- 美南电视
- 明镜电视
- WCETV
- 希望电视中文台
- 新唐人电视台
  - 美东频道
  - 美西频道
  - 欧洲频道
  - 加东频道
  - 加西频道
  - 旧金山频道
  - 休斯顿频道
  - 中国频道（有时亦成为“大陆频道”）
- VOA卫视
- 海外台（属于亚洲电视，已停播）
- ABN China

## 英国
- 無線衛星台（原名为“时视”，后被TVB收购更名至此，已停播）
- 普罗派乐卫视（部分节目）
- 鳳凰衛視歐洲台（原“欧洲东方中文电视”）

## 加拿大
- 龍祥頻道（英语：LS Times TV）（部分节目）
- WOWtv（部分节目）
- 加拿大國際電視台（英语：CCCTV）
- 加拿大新唐人電視台（英语：New Tang Dynasty Television (Canada)）（部分节目）
- 加拿大中文電視台
- 加拿大國家電視台
- 新時代電視
- 城市電視（部分节目）
- OMNI多元文化電視台（部分节目）
- ICI多元文化電視台（英语：CFHD-DT）
- 600新闻台
- 环球电视 (加拿大)（华语节目Global National国语新闻已停播）

## 法國
- 法国华人卫视

## 義大利
- 欧洲华文电视台

## 西班牙
- 巴塞罗那电视台中文频道

## 
- 天和电视台
- 澳洲中文电视台
- 鳳凰衛視澳洲台
- 无线翡翠台（已停播）
- SBS Global Watch

## 新西兰
- 中華電視網
- Channel 33

## 全球最早成立的華語電視台排名
- 1.香港 丽的电视 （亞洲電視前身）1957年5月29日成立
- 2.中國大陸 中央电视台 （原北京电视台）1958年5月1日成立
- 3.中國大陸 上海电视台 1958年10月1日成立
- 4.中國大陸 黑龙江电视台 1958年12月20日成立
- 5.中国大陆 辽宁电视台 广东电视台 1959年10月1日成立
- 6.中國大陸 吉林电视台 1959年10月1日成立
- 7.中國大陸 天津电视台 1960年3月20日成立
- 8.中國大陸 四川电视台 1960年5月1日成立
- 9.中國大陸 安徽电视台 1960年9月30日成立
- 10.中國大陸 山东电视台 浙江電視台 河北电视台 1960年10月1日成立
- 11.台灣 臺灣電視公司 1962年4月28日成立
- 12.新加坡 新传媒8频道 1963年11月23日
- 13.香港 無綫電視 1967年11月19日成立
- 14.台灣 中國電視公司 1968年9月3日成立
- 15.中國大陸 貴州電視台 1968年7月1日成立
- 16.中國大陸 內蒙古電視台 河南電視台 雲南電視台 1969年10月1日成立
- 17.中國大陸 湖南电视台 1970年1月1日成立
- 18.台灣 中華電視公司 1971年10月31日成立
- 19.澳門 澳門廣播電視 1984年5月13日成立